# Сибречпроект
Сибречпроект — институт по проектированию объектов речного транспорта. Создан в 1947 году. Головной офис находится в Новосибирске.

## История
Проектный институт был организован в 1947 году приказом министра речного флота и Постановлением Совмина СССР. Было создано Новосибирское отделение московской организации «Гипроречтранс».
В 1979 году институт был реорганизован в Сибгипроречтранс (Сибирский институт проектирования на речном транспорте).
С 1992 года организация носит название «Сибречпроект».

## Деятельность
Проектно-изыскательные работы для строительства речного транспорта (причалы, речные вокзалы, порты, берегоукрепительные сооружения и т. д).
Проектирование социально-культурных и жилых объектов для речников.
Базы материально-технического оснащения для освоения нефтегазовых месторождений на территории Сибири и др.

## Проекты в Новосибирске
Укрепление берега в районе Академгородка методом намыва пляжа, создание набережной от железнодорожного до Коммунального моста, а также в районе Димитровского моста, возведение производственного здания проектного института «Сибречпроект», строительство речного вокзала, гостиницы «Обь», больницы водников в Первомайском районе, постройка ПТУ и школы в районе Затона.